# Johann Jacob Köpcke
Johann Jacob Köpcke (* 23. Oktober 1809 in Hamburg; † 8. Februar 1879 ebenda) war ein deutscher Kaufmann.

## Leben
Köpcke betrieb in Hamburg am Rödingsmarkt eine Tabak- und Zigarrenfabrik sowie eine Samenhandlung.
Er war von 1845 bis 1856 Armenpfleger und 1868 bis 1874 Steuerschätzungsbürger.
Köpcke gehörte der Hamburger Konstituante an und war von 1859 bis 1862 sowie 1865 bis 1871 Mitglied der Hamburgischen Bürgerschaft.